# Dennis Tyfus
Dennis Tyfus (Antwerpen, 1979), is een Belgisch beeldend kunstenaar, radiomaker, grafisch vormgever, muzikant en uitgever. Hij woont en werkt in Antwerpen en wordt sinds 2020 vertegenwoordigd door Tim Van Laere Gallery.

## Biografie
Als 13-jarige werd Dennis Tyfus medewerker bij de alternatieve lokale radiozender Radio Centraal. Later richtte hij vanuit zijn belangstelling voor punk het platenlabel Ultra Eczema op.

## Over het werk
Tyfus maakt tekeningen, schilderijen, grafisch werk (zeefdruk, andere druktechnieken), videowerken, installaties, sculpturen en muziek. Daarnaast maakt Tyfus ook flyers, platenhoezen en affiches. De praktijk van Tyfus kenmerkt zich door een anarchistische houding, zowel ten opzichte van de hedendaagse kunstwereld als ten opzichte van gevestigde (cultuur)uitingen.

### Ultra Eczema
Het label Ultra Eczema werd in eerste instantie als platenlabel opgericht, maar fungeert eerder als een multimediale uitlaatklep voor bredere activiteiten. Elke uitgave ervan krijgt een nummer. Onder de uitgaven vallen vinylplaten, maar ook schilderijen, flyers, affiches, optredens, tentoonstellingen of performances.

#### Geluidsopnamen
Het label brengt opnamen van tamelijk obscure undergroundbands uit maar houdt zich ook bezig met het archiveren en ontsluiten van historisch geluidsmateriaal uit de Vlaamse avant-gardistische kunst-, literatuur- en muziekwereld.

#### Boeken
Onder de eigen publicaties vallen onder meer:
- 2014 - Verleden tijdsbesteding, UE190: een collage uit eigen werk, geordend in 320 verschillende kleuren.[2]
- 2010 - Wefex Spway, ISBN 9789090258829

#### Platenhoezen, flyers en affiches
Dennis Tyfus ontwerpt en produceert (bijna) alle platenhoezen, publicaties, flyers en affiches die verbonden zijn aan Ultra Eczema-uitgaven. Daarnaast produceerde Tyfus 300 verschillende platenhoezen voor één single van de Amerikaanse indierockband Trumans Water.
Hij ontwierp de hoes voor een album van improvisatiedrummer Chris Corsano. Voor de Amerikaanse noiserockband Sonic Youth ontwierp Tyfus een poster als onderdeel van de cd Battery Park, maakte hij concertaffiches en leverde hij beeldmateriaal voor T-shirts.

#### Muziek
Met zijn noise-project Vom Grill speelde Tyfus in het voorprogramma van Sonic Youths Kim Gordon.

### No Choice Tattoos
Dennis Tyfus zet bij gelegenheid 'No Choice Tattoos', d.w.z. tatoeages waarbij de getatoeëerde vrijwilliger geen zeggenschap heeft over de aard van de door Tyfus te zetten afbeelding, alleen over de locatie op het lichaam. Tyfus improviseert ter plekke de tatoeage.
Vaak gebeurt het zetten van de tatoeages in een openbare omgeving, als onderdeel van een concert of een tentoonstelling.
In 2015 zette Tyfus zijn No Choice-tatoeages als onderdeel van de tentoonstelling Very Good / Good / Not So Good / Bad van kunstenaar Vaast Colson in kunstenaarsinitiatief 1646 (Den Haag).

## Organisaties
Tussen 2003 en 2006 was Dennis Tyfus onderdeel van de redactie van het alternatieve kunstenaars-'zine' Rotkop. Hierbij was ook onder meer kunstenaar Michèle Matyn betrokken.
Tyfus organiseerde terugkerende evenementen zoals het Bruismelkfestival en de 'Nightmares' (waarbij een hele feestavond lang slechts één nummer werd gedraaid, in alle mogelijke uitvoeringen en afgewisseld met covers door bevriende kunstenaars en muzikanten – zo vond de 'Popcorn'-nightmare plaats in het voormalige kraakpand Scheld'apen te Antwerpen).
Daarnaast programmeerde Tyfus in samenwerking met Vaast Colson tentoonstellingen, performances en optredens in hun atelier. Eerst was dit in Günther, later verhuisden zij naar een andere locatie in Antwerpen: Stadslimiet. Hier organiseerden zij tot eind 2016 bijna wekelijks een evenement.